# Вестлейк (Огайо)
Вестлейк (англ. Westlake) — місто (англ. city) в США, в окрузі Каягога штату Огайо. Населення — 34 228 осіб (2020).

## Географія
Вестлейк розташований за координатами 41°26′58″ пн. ш. 81°55′49″ зх. д. / 41.44944° пн. ш. 81.93028° зх. д. (41.449529, -81.930160).  За даними Бюро перепису населення США в 2010 році місто мало площу 41,26 км², з яких 41,25 км² — суходіл та 0,01 км² — водойми.

## Демографія
Згідно з переписом 2010 року, у місті мешкало 32 729 осіб у 13 870 домогосподарствах у складі 8443 родин. Густота населення становила 793 особи/км².  Було 14843 помешкання (360/км²).
Расовий склад населення:
| - 91,2 % — білих - 4,9 % — азіатів - 1,6 % — чорних або афроамериканців - 0,1 % — вихідців з тихоокеанських островів - 0,1 % — корінних американців |

До двох чи більше рас належало 1,6 %. Частка іспаномовних становила 2,5 % від усіх жителів.
За віковим діапазоном населення розподілялося таким чином: 21,5 % — особи молодші 18 років, 59,5 % — особи у віці 18—64 років, 19,0 % — особи у віці 65 років та старші. Медіана віку мешканця становила 45,0 року. На 100 осіб жіночої статі у місті припадало 90,2 чоловіків;  на 100 жінок у віці від 18 років та старших — 86,8 чоловіків також старших 18 років.
Середній дохід на одне домашнє господарство  становив 113 423 долари США (медіана — 76 449), а середній дохід на одну сім'ю — 146 258 доларів (медіана — 100 389). Медіана доходів становила 72 827 доларів для чоловіків та 51 709 доларів для жінок. За межею бідності перебувало 4,6 % осіб, у тому числі 4,7 % дітей у віці до 18 років та 6,6 % осіб у віці 65 років та старших.
Цивільне працевлаштоване населення становило 16 437 осіб. Основні галузі зайнятості: освіта, охорона здоров'я та соціальна допомога — 24,8 %, науковці, спеціалісти, менеджери — 16,3 %, виробництво — 11,8 %, роздрібна торгівля — 11,7 %.